# Première Ligue
La Première Ligue, anteriormente llamada Division 1 Féminine y actualmente conocida por motivos comerciales como Arkema Première Ligue es la máxima división de fútbol femenino en Francia. La liga es disputada por 12 equipos. Las temporadas se desarrollan de septiembre a junio, cada equipo juega 22 partidos, sumando en total 132 partidos cada temporada. La competición tiene un periodo de pausa entre la segunda semana de diciembre hasta la tercera semana de enero. La Division 1 Féminine está considerada como la mejor liga femenina de Europa según la UEFA.
El Olympique Lyonnais con 18 campeonatos, es el club que más títulos de Primera División ha ganado, también ostenta el récord de campeonatos consecutivos con 14.

## Sistema de competición
La competición la disputan anualmente 12 equipos que juegan en un único grupo enfrentándose todos contra todos a doble partido (un partido en campo propio y otro en campo contrario), según un calendario previamente establecido por sorteo. 
Los equipos puntúan en función de sus resultados: tres puntos por partido ganado, uno por el empate y cero por derrota (sistema utilizado desde la temporada 2016/17 ya que en la temporada 2015/16 y anteriores eran cuatro puntos por victoria dos por empate y uno por derrota). El club que suma más puntos al término del campeonato se proclama campeón de liga y obtiene una plaza para la siguiente edición de la Liga de Campeones de la UEFA junto con el segundo y tercero posicionado. Los tres últimos equipos descienden a la Seconde Ligue y de esta ascienden recíprocamente dos equipos.

### Equipos
Los siguientes equipos competirán en la temporada 2025-26.
| Equipo                | Ciudad                | Estadio                              | Pos. 2024-25 |
| --------------------- | --------------------- | ------------------------------------ | ------------ |
| AS Saint-Étienne      | Saint-Étienne         | Stade Etivallière                    | 10.º         |
| Dijon FCO             | Dijon                 | Stade Gaston Gérard                  | 4.º          |
| FC Fleury 91          | Bondoufle             | Stade Robert-Bobin                   | 5.º          |
| FC Nantes             | Nantes                | Stade Marcel-Saupin                  | 7.º          |
| Le Havre AC           | El Havre              | Stade Océane                         | 8.º          |
| Montpellier HSC       | Montpellier           | Centre d'entrainement Bernard Gasset | 6.º          |
| Olympique de Marsella | Marsella              | La Commanderie                       | 1.º (D2)     |
| OL Lyonnes            | Décines-Charpieu      | Parc Olympique Lyonnais              | 1.º          |
| Paris FC              | París                 | Sébastien Charléty                   | 3.º          |
| Paris Saint-Germain   | Saint-Germain-en-Laye | Stade Georges Lefèvre                | 2.º          |
| RC Lens               | Arrás                 | Stade Degouve-Brabant                | 2.º (D2)     |
| RC Strasbourg Alsace  | Estrasburgo           | Stade Jean Nicolas Muller            | 9.º          |

## Palmarés
| Temporada      | Campeón             | Subcampeón          |
| -------------- | ------------------- | ------------------- |
| Division 1     |                     |                     |
| 1974-75        | Stade de Reims      | AS Orléans          |
| 1975-76        | Stade de Reims      | FC Rouen            |
| 1976-77        | Stade de Reims      | Caluire SCSC        |
| 1977-78        | AS Étrœungt         | Stade de Reims      |
| 1978-79        | AS Étrœungt         | Stade de Reims      |
| 1979-80        | Stade de Reims      | ASJ Soyaux          |
| 1980-81        | AS Étrœungt         | Stade de Reims      |
| 1981-82        | Stade de Reims      | AS Étrœungt         |
| 1982-83        | VGA Saint-Maur      | FCF Hénin-Beaumont  |
| 1983-84        | ASJ Soyaux          | VGA Saint-Maur      |
| 1984-85        | VGA Saint-Maur      | FC Lyon             |
| 1985-86        | VGA Saint-Maur      | ASJ Soyaux          |
| 1986-87        | VGA Saint-Maur      | ASJ Soyaux          |
| 1987-88        | VGA Saint-Maur      | FCF Hénin-Beaumont  |
| 1988-89        | Saint-Brieuc SC     | ASJ Soyaux          |
| 1989-90        | VGA Saint-Maur      | Poissy JSF          |
| 1990-91        | FC Lyon             | VGA Saint-Maur      |
| 1991-92        | FCF Juvisy          | Saint-Brieuc SC     |
| National 1A    |                     |                     |
| 1992-93        | FC Lyon             | FCF Juvisy          |
| 1993-94        | FCF Juvisy          | FC Lyon             |
| 1994-95        | FC Lyon             | Toulouse OAC        |
| 1995-96        | FCF Juvisy          | ASJ Soyaux          |
| 1996-97        | FCF Juvisy          | Toulouse OAC        |
| 1997-98        | FC Lyon             | FCF Juvisy          |
| 1998-99        | Toulouse OAC        | ESOFV La Roche      |
| 1999-00        | Toulouse OAC        | FCF Juvisy          |
| 2000-01        | Toulouse OAC        | ESOFV La Roche      |
| 2001-02        | Toulouse FC         | FCF Juvisy          |
| Division 1     |                     |                     |
| 2002-03        | FCF Juvisy          | FC Lyon             |
| 2003-04        | Montpellier HSC     | FC Lyon             |
| 2004-05        | Montpellier HSC     | FCF Juvisy          |
| 2005-06        | FCF Juvisy          | Montpellier HSC     |
| 2006-07        | Olympique Lyon      | Montpellier HSC     |
| 2007-08        | Olympique Lyon      | FCF Juvisy          |
| 2008-09        | Olympique Lyon      | Montpellier HSC     |
| 2009-10        | Olympique Lyon      | FCF Juvisy          |
| 2010-11        | Olympique Lyon      | París Saint-Germain |
| 2011-12        | Olympique Lyon      | FCF Juvisy          |
| 2012-13        | Olympique Lyon      | París Saint-Germain |
| 2013-14        | Olympique Lyon      | París Saint-Germain |
| 2014-15        | Olympique Lyon      | París Saint-Germain |
| 2015-16        | Olympique Lyon      | París Saint-Germain |
| 2016-17        | Olympique Lyon      | Montpellier HSC     |
| 2017-18        | Olympique Lyon      | París Saint-Germain |
| 2018-19        | Olympique Lyon      | París Saint-Germain |
| 2019-20        | Olympique Lyon      | París Saint-Germain |
| 2020-21        | Paris Saint-Germain | Olympique Lyon      |
| 2021-22        | Olympique Lyon      | Paris Saint-Germain |
| 2022-23        | Olympique Lyon      | Paris Saint-Germain |
| 2023-24        | Olympique Lyon      | Paris Saint-Germain |
| Première Ligue |                     |                     |
| 2024-25        | Olympique Lyon      | Paris Saint-Germain |

## Títulos por clubes
| Club                     | Títulos | Años campeón                                                                                               | Subtítulos | Años subcampeón                                                        |
| ------------------------ | ------- | --- | ---------- | ---------------------------------------------------------------------- |
| Olympique Lyon           | 18      | 2007, 2008, 2009, 2010, 2011, 2012, 2013, 2014, 2015, 2016, 2017, 2018, 2019, 2020, 2022, 2023, 2024, 2025 | 1          | 2021                                                                   |
| París F.C. 1             | 6       | 1992, 1994, 1996, 1997, 2003, 2006                                                                         | 8          | 1993, 1998, 2000, 2002, 2005, 2008, 2010, 2012                         |
| V. G. A. Saint-Maur      | 6       | 1983, 1985, 1986, 1987, 1988, 1990                                                                         | 2          | 1984, 1991                                                             |
| Stade de Reims           | 5       | 1975, 1976, 1977, 1980, 1982                                                                               | 3          | 1978, 1979, 1981                                                       |
| F. C. Lyon Des           | 4       | 1991, 1993, 1995, 1998                                                                                     | 4          | 1985, 1994, 2003, 2004                                                 |
| Toulouse F. C.           | 4       | 1999, 2000, 2001, 2002                                                                                     | 2          | 1995, 1997                                                             |
| A. S. Étrœungt Des       | 3       | 1978, 1979, 1981                                                                                           | 1          | 1982                                                                   |
| Montpellier Héraut S. C. | 2       | 2004, 2005                                                                                                 | 4          | 2006, 2007, 2009, 2017                                                 |
| París Saint-Germain      | 1       | 2021 | 12         | 2011, 2013, 2014, 2015, 2016, 2018, 2019, 2020, 2022, 2023, 2024, 2025 |
| A. S. J. Soyaux          | 1       | 1984 | 5          | 1980, 1986, 1987, 1989, 1996                                           |
| E. A. Guingamp 2         | 1       | 1989 | 1          | 1992                                                                   |
| La Roche                 | -       | | 2          | 1999, 2001                                                             |
| F. C. F. Hénin-Beaumont  | -       | | 2          | 1983, 1988                                                             |
| A. S. Poissy             | -       | | 1          | 1990                                                                   |
| Caluire F. F.            | -       | | 1          | 1977                                                                   |
| F. C. Rouen              | -       | | 1          | 1976                                                                   |
| U. S. Orléans            | -       | | 1          | 1975                                                                   |

## Máximas goleadoras
| Temporada | Máxima goleadora                | Club                   | Goles |
| --------- | ------------------------------- | ---------------------- | ----- |
| 2001–02   | Marinette Pichon                | Saint-Memmie Olympique | 22    |
| 2002–03   | Sandrine Brétigny               | Olympique Lyon         | 26    |
| 2003–04   | Claire Morel                    | Olympique Lyon         | 18    |
| 2004–05   | Marinette Pichon                | FCF Juvisy             | 38    |
| 2005–06   | Marinette Pichon                | FCF Juvisy             | 36    |
| 2006–07   | Sandrine Brétigny               | Olympique Lyon         | 42    |
| 2007–08   | Laëtitia Tonazzi                | FCF Juvisy             | 27    |
| 2008–09   | Kátia Cilene                    | Olympique Lyon         | 27    |
| 2009–10   | Eugénie Le Sommer               | En Avant de Guingamp   | 19    |
| 2010–11   | Laëtitia Tonazzi                | FCF Juvisy             | 20    |
| 2011–12   | Eugénie Le Sommer               | Olympique Lyon         | 22    |
| 2012–13   | Lotta Schelin                   | Olympique Lyon         | 24    |
| 2013–14   | Gaëtane Thiney                  | FCF Juvisy             | 25    |
| 2014–15   | Lotta Schelin                   | Olympique Lyon         | 34    |
| 2015–16   | Ada Hegerberg                   | Olympique Lyon         | 33    |
| 2016–17   | Ada Hegerberg Eugénie Le Sommer | Olympique Lyon         | 20    |
| 2017–18   | Ada Hegerberg                   | Olympique Lyon         | 31    |
| 2018–19   | Marie-Antoinette Katoto         | París Saint-Germain    | 22    |
| 2019–20   | Marie-Antoinette Katoto         | París Saint-Germain    | 16    |
| 2020–21   | Khadija Shaw                    | Girondins de Burdeos   | 22    |
| 2021–22   | Marie-Antoinette Katoto         | París Saint-Germain    | 18    |
| 2022–23   | Kadidiatou Diani                | París Saint-Germain    | 17    |
| 2023–24   | Tabitha Chawinga                | París Saint-Germain    | 18    |
| 2024-2025 | Clara Mateo                     | Paris FC               | 16    |

## Premios

### Trofeo UNFP
Desde la temporada 2000-01, se concede un trofeo a la mejor jugadora del campeonato en la ceremonia de trofeos UNFP de fútbol.

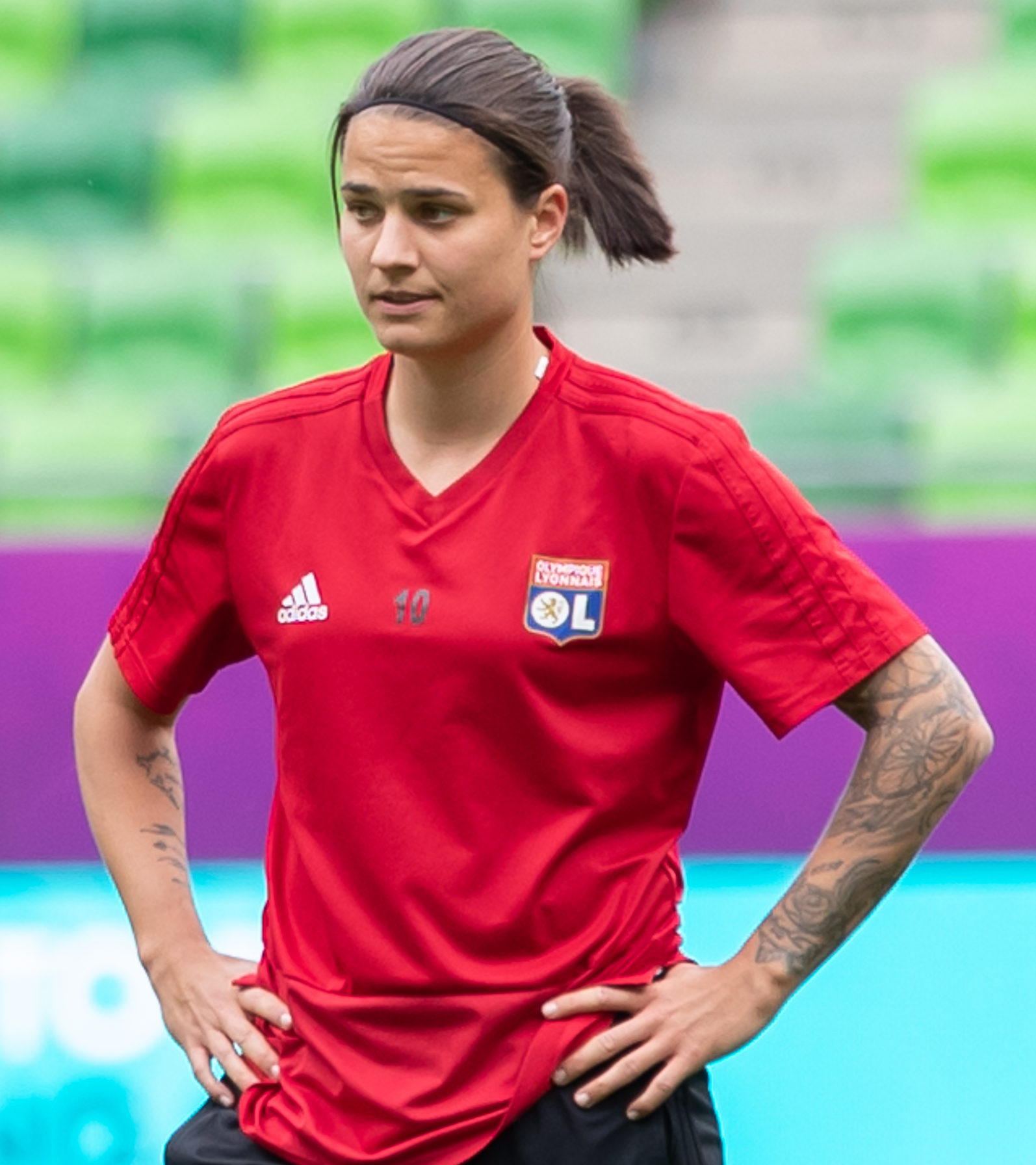
Dzsenifer Marozsán ganó el premio tres veces seguidas con el Lyon.

| Temporada | Jugadora                | Club                   |
| --------- | ----------------------- | ---------------------- |
| 2000-01   | Anne Zenoni             | Toulouse OAC           |
| 2001-02   | Marinette Pichon        | Saint-Memmie Olympique |
| 2002-03   | Sandrine Soubeyrand     | FCF Juvisy             |
| 2003-04   | Sonia Bompastor         | Montpellier HSC        |
| 2004-05   | Marinette Pichon        | FCF Juvisy             |
| 2005-06   | Camille Abily           | Montpellier HSC        |
| 2006-07   | Camille Abily           | Olympique de Lyon      |
| 2007-08   | Sonia Bompastor         | Olympique de Lyon      |
| 2008-09   | Louisa Nécib            | Olympique de Lyon      |
| 2009-10   | Eugénie Le Sommer       | EA Guingamp            |
| 2010-11   | Élise Bussaglia         | París Saint-Germain    |
| 2011-12   | Gaëtane Thiney          | FCF Juvisy             |
| 2012-13   | Lotta Schelin           | Olympique de Lyon      |
| 2013-14   | Gaëtane Thiney          | FCF Juvisy             |
| 2014-15   | Eugénie Le Sommer       | Olympique de Lyon      |
| 2015-16   | Amel Majri              | Olympique de Lyon      |
| 2016–17   | Dzsenifer Marozsán      | Olympique de Lyon      |
| 2017–18   | Dzsenifer Marozsán      | Olympique de Lyon      |
| 2018–19   | Dzsenifer Marozsán      | Olympique de Lyon      |
| 2019–20   | No entregado            |                        |
| 2020–21   | Kadidiatou Diani        | París Saint-Germain    |
| 2021–22   | Marie-Antoinette Katoto | París Saint-Germain    |
| 2022–23   | Delphine Cascarino      | Olympique de Lyon      |
| 2023–24   | Tabitha Chawinga        | París Saint-Germain    |

### Mejor jugadora de laFFF
| Temporada | Jugadora          | Club                |
| --------- | ----------------- | ------------------- |
| 2009-10   | Eugénie Le Sommer | Stade Briochin      |
| 2010-11   | Élise Bussaglia   | París Saint-Germain |
| 2011-12   | Julie Morel       | EA Guingamp         |
| 2012-13   | Shirley Cruz      | París Saint-Germain |
| 2013-14   | Gaëtane Thiney    | FCF Juvisy          |
| 2014-15   | Sofia Jakobsson   | Montpellier HSC     |

### Portera del año
| Año     | Jugadora          | Club                |
| ------- | ----------------- | ------------------- |
| 2020–21 | Christiane Endler | París Saint-Germain |
| 2021–22 | Christiane Endler | Olympique de Lyon   |
| 2022–23 | Christiane Endler | Olympique de Lyon   |
| 2023–24 | Chiamaka Nnadozie | Paris FC            |